# Acheron (zespół muzyczny)
Acheron – amerykańska grupa muzyczna wykonująca death metal z wpływami black metalu. Powstała 1988 roku w Tampie w stanie Floryda w USA.
W 2016 roku zespół został rozwiązany.

## Historia
Zespół powstał w 1988 roku z inicjatywy Vincenta Crowleya. Pierwsze wydawnictwo grupy – demo zatytułowane Messe Noir ukazało się rok później. Kolejne nagrania demo ukazały się na kasetach zatytułowanych Promo i Rites of the Black Mass. W 1991 roku zespół podpisął kontrakt z wytwórnią muzyczną Turbo Music/JL America Records oraz nagrał debiutancki album pt. Rites of the Black Mass. Wydawnictwo przyciągneło uwagę mediów w tym emitowanego krótkotrwale talk show stacji telewizyjnej NBC. W programie Crowley wypowiedział się m.in. o swym stosunku do chrześcijaństwa. 
W 1992 roku nakładem Gutted Records ukazał się singel Alla Xul. Siedmiocalowa płyta winylowa została wydana w limitowanym do tysiąca egzemplarzy nakładzie. Tego samego roku zespół podpisał kontrakt z wytwórnią muzyczną Lethal Records, która wydała minialbum pt. Satanic Victory oraz rok później album Lex Talionis. W 1995 roku nakładem Metal Merchant został wydany trzeci album pt. Hail Victory. W 1996 roku wytwórnia Moribund Records wydała czwarty album grupy pt. Anti-God, Anti-Christ. 
W 1998 roku nakładem Full Moon Productions ukazał się piąty album zespołu zatytułowany Those Who Have Risen. W 2003 roku wytwórnia Black Lotus Records wydała szósty album formacji pt. Rebirth: Metamorphosing into Godhood. 30 kwietnia 2009 roku nakładem Displeased Records ukazał się siódmy album grupy pt. The Final Conflict: Last Days of God. W 2010 roku zespół odbył trasę koncertową The Last Rites 2010. Były to ostatnie występy przed planowanym zakończeniem działalności 1 stycznia 2011 roku. Jednakże w grudniu 2010 roku Vincent Crowley w wystosowanym oświadczeniu oznajmił, iż zespół będzie kontynuował działalność.

## Muzycy
| - Vincent Crowley – gitara (1988–1991, 1996–1998, 2008), śpiew (1991–2016), gitara basowa (1992–2016) - Art Taylor – gitara (2009–2010, 2012–2016) - Shaun Cothron - gitara (2011–2012, 2014–2016) - Brandon Howe - perkusja (2014–2016) - Jason Phillips – gitara (2007) - Jacob Shively – gitara, śpiew (2013–2014) - Brandon Howe – perkusja (2014) - Cristobal Vigneaux – perkusja (2015) | - David Smith – gitara basowa (1988–1991) - James Strauss – perkusja (1988–1992) - Peter H. Gilmore – instrumenty klawiszowe (1988–1989) - Michael Smith – śpiew (1988–1990) - Ron Hogue – perkusja (1989) - Belial Koblak – gitara (1989–1991) - Robert Orr – perkusja (1991) - Pete Slate – gitara (1991–1992) - Mike Browning – perkusja (1992–1994) - Tony Blakk – gitara (1992–1994) - Trebor Ladres – gitara (1994–1995) - Joe Oliver – perkusja (1995) - Troy Heffern – gitara basowa (1996) - Richard Christy – perkusja (1996) - Michael Estes – gitara (1996–1999, 2001–2004) - John Scott – instrumenty klawiszowe (1996–1999) - Jonathan Lee – perkusja (1998–1999) - Tony Laureano – perkusja (1998) - Bryan Hipp (zmarły) – gitara (1998) - Ben Meyer – gitara (1998) - Adina Blase – instrumenty klawiszowe (1998–1999) - Bill Taylor – gitara (1999) - Daniel Zink – perkusja (2001) - Aaron Werner – instrumenty klawiszowe (2001–2005) - Kyle Severn – perkusja (2002–2014) - Rhiannon Wisniewski – śpiew (2002) - Max Otworth – gitara (2006–2012) - Ash Thomas – gitara (2008–2009) - Scott Pletcher – perkusja (2010) - Eric Stewart – gitara (2010) |

## Dyskografia
Albumy studyjne
- Rites of the Black Mass (1992)
- Lex Talionis (1994)
- Hail Victory (1995)
- Anti-God, Anti-Christ (1996)
- Those Who Have Risen (1998)
- Rebirth: Metamorphosing into Godhood (2003)
- The Final Conflict: Last Days of God (2009)
- Kult des Hasses (2014)

Dema
- Messe Noir (1989)
- Promo (1990)
- Rites of the Black Mass (1991)

Kompilacje
- Compendium Diablerie – The Demo Days (2002)
- Tribute To The Devil's Music (2003)
- Decade Infernus 1988–1998 (2004)

Minialbumy
- Satanic Victory (1992)
- Xomaly (2002)

Single
- Alla Xul (1992)
- Necromanteion Communion (1998)